# ドローナ
ドローナ（Drona, 梵: द्रोण）は、インドの叙事詩『マハーバーラタ』の登場人物。バラドヴァージャ仙の子。クリピーとの間にアシュヴァッターマンをもうけた。クル族の王子たちの武芸師範。パンチャーラ王ドルパダとは因縁があり、クルクシェートラの戦いではカウラヴァ側について戦った。

## 生涯

### 出生
バラドヴァージャ仙は祭祀を行っていたとき、グリターチーという名前のアプサラスを見て射精した。バラドヴァージャがそれを桝（ドローナ）の中に入れておくと、そこから１人の男子が生まれた。そこでその子供にドローナと名づけて育てた。

### 幼少期
バラドヴァージャ仙はパンチャーラ国の王プリシャタと友人だったため、プリシャタの王子のドルパダがよく遊びに来ていた。そのためドローナはドルパダと友人になり、ヴェーダをともに学んだ。やがてプリシャタ王は亡くなり、ドルパダはパンチャーラの王となった。一方のドローナも父が昇天した後、クリパの妹のクリピーを娶り、アシュヴァッターマンをもうけた。貧しかったドローナはあるときパラシュラーマがバラモンに全ての財産を布施していることを知って、自分も財産を分けてもらおうと出かけた。しかしパラシュラーマはすでに財産を布施し終わっており、残されたのはパラシュラーマ自身か、彼の武器しか残っていなかった。そこでドローナはパラシュラーマのあらゆる武器の知識と、それを呼び出し、使用する秘法を全て伝授してもらった。その中にはブラフマーストラという強力な武器もあった。ドローナは次にドルパダを訪れた。しかしドルパダは「かつて我らの間には友情があった。しかし王者と王者でない者との間にはもはや友情は成立しない」などと言って相手にしなかった。

### 教師として
ドローナは怒ってクル国の都ハスティナープラにやって来た。そこではクル族の王子たちがチャンバラごっこをして遊んでいたが、そのうち棒が井戸に落ち、王子たちは困っていた。ドローナはそれを見て葦の束を加持し、矢のように飛ばし、井戸の中の棒に突き刺し、さらにその葦にまた葦を突き刺すことを繰り返し、井戸の中から伸びた葦をつかんで棒を拾い上げた。それを見た王子たちはドローナの弟子となることを望んだ。そこでビーシュマはドローナを王子たちの武芸師範とした。ドローナは弟子たちに、自分には願いがあり、武器を伝授し終わったときにその願いを叶えて欲しいと告げた。弟子たちは黙ったままだったが、アルジュナだけはその約束をした。こうしてドローナはクルの王子たちにあらゆる武器を伝授した。また彼のもとには諸国から王族たちが集まって来た。その中には御者に拾われたカルナの姿もあった。これらの弟子たちのうち、ユディシュティラは戦車、ビーマとドゥルヨーダナは棍棒、アルジュナとカルナは弓、ナクラとサハデーヴァは剣に優れた才能を発揮した。そしてその成果が御前試合によって証明されると、ドローナは彼らにドルパダを捕らえるよう頼んだ。

### ドルパダへの復讐
彼らはパンチャーラを攻め、都市を破壊し、ドルパダを捕らえて、ドローナの前に引き立てた。ドローナはドルパダに「私はあなたが王者でない者は王者の友になる資格はないと言ったから、あなたの王国を奪い取った」と言い、旧友の助けを要求した。ドルパダがこれを認めたので、ドローナは喜んで、王国のうちガンジス川の南岸を自分の国とし、北岸をドルパダに返還した。ところがドルパダはいつかこの復讐をしようとヤグナを行い、そうして生まれた双子の兄妹がドローナを殺すことになるドゥリシュタデュムナと、パーンダヴァ5王子の妻となるドラウパディーである。

### クルクシェートラの戦い
クルクシェートラの戦いでは、アルジュナが英雄カルナを倒した。ドローナは、ユディシュティラに捕まえられたところをドゥリシュタデュムナが殺した。ドローナの悲報を聞いたアルジュナは師の死を悼んだ。